# 422 a. C.
El año 422 a. C. fue un año del calendario romano prejuliano. En el Imperio romano se conocía como el Año del Tribunado de Capitolino, Mugilano y Merenda (o, menos frecuentemente, año 332 Ab urbe condita). 

## Acontecimientos
- Las ciudades de Escione y Mende, en la península de Palene, hacen defección de Atenas.
- Batalla de Anfípolis: Los espartanos dirigidos por Brásidas vencen a los atenienses dirigidos por Cleón. Sócrates interviene en la batalla a la edad de 50 años.
- Nicias, del partida oligarca e Hipérbolo, del partido demócrata, asumen el liderazgo ateniense a la muerte de Cléon.
- Las avispas, de Aristófanes.

## Fallecimientos
- El general ateniense Cleón y el general espartano Brásidas mueren en la batalla de Anfípolis.

- Datos: Q233317